# Parque natural regional de los Pantanos de Cotentin y de Bessin

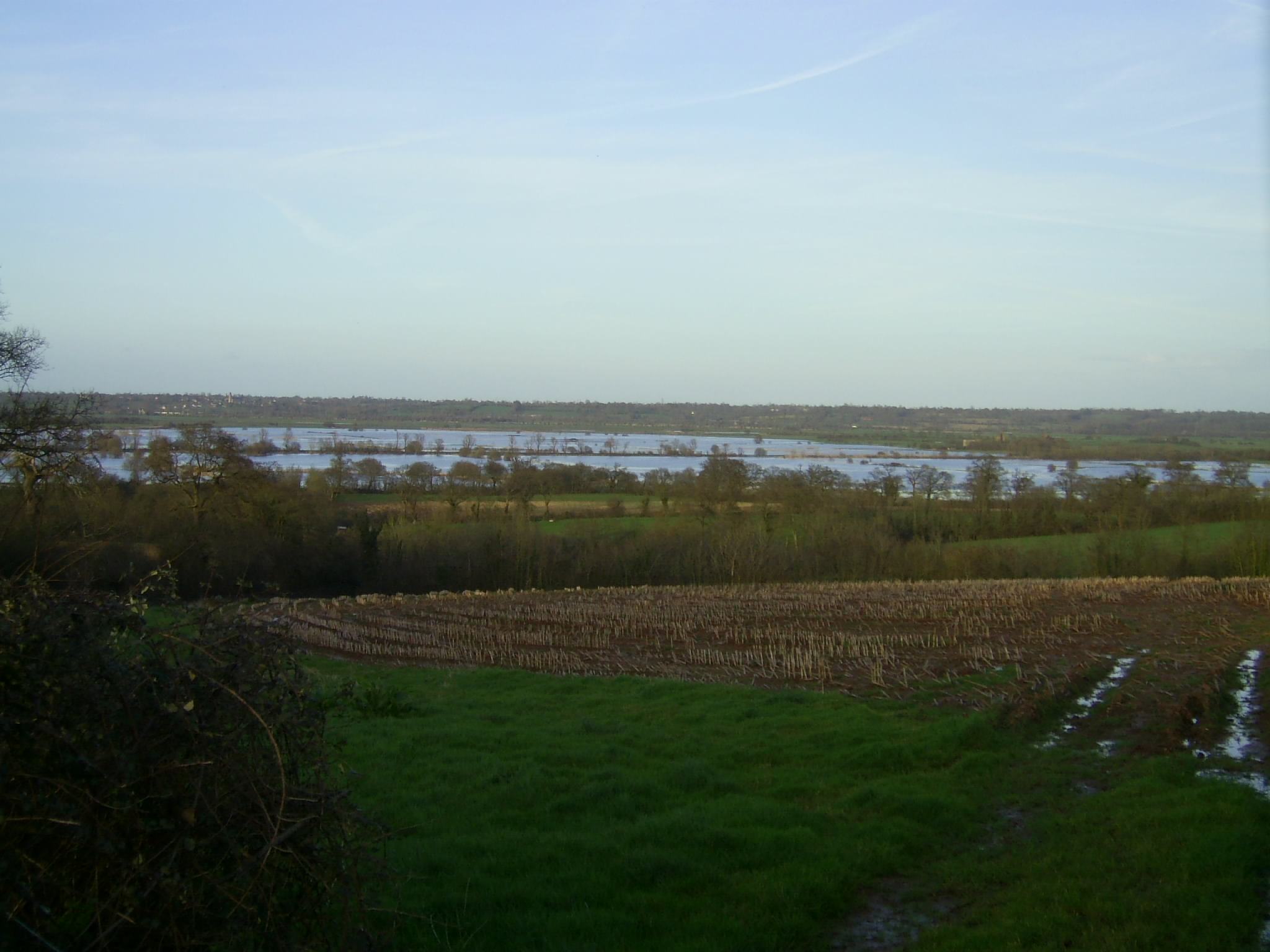
Vista del parque natural.

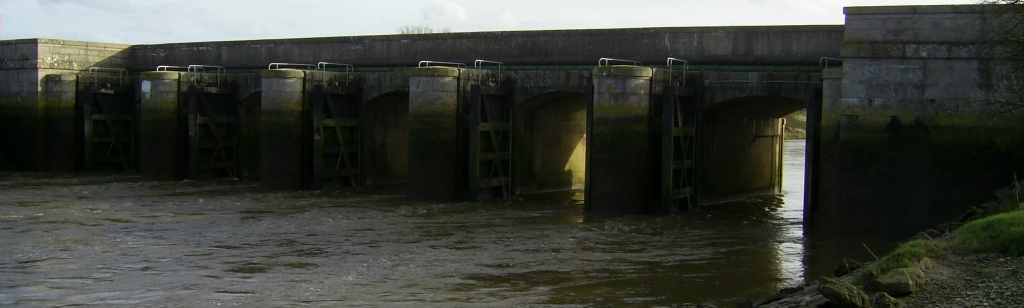
Compuertas.

El parque natural regional de los Pantanos de Cotentin y de Bessin es uno de los 51 parques naturales regionales de Francia (en enero de 2015), un espacio natural protegido situado en el departamento francés de Manche.
Tres ríos alimentan los pantanos: Taute, Vire y Douve
Los pantanos de Cotentin fueron acondicionados en el siglo XVI gracias a los denodados trabajos de saneamiento dirigidos por el mariscal de Bellefonds. Consistieron, estos trabajos, en la construcción de compuertas o postigos que pueden abrirse o cerrarse a voluntad para dar entrada o salida al agua, y un sistema de zanjas, lo que permitió el pastoreo de los animales. De esta manera las praderas fértiles resultan accesibles durante nueve meses por año.
Las zonas húmedas se extienden sobre 22.500 ha de las cuales, 7.000 son pantanos municipales, que se hallan repartidos en 62 municipios, 2 sindicatos intermunicipales. Los prados inundables acogen, cada año, 3.000 animales, bovino y equino.
Las casas tradicionales están construidas con arcilla y cañas, los dinteles son de madera.
El parque incluye, asimismo la bahía de Veys.
- Datos: Q2138341
- Multimedia: Parc naturel régional des Marais du Cotentin et du Bessin / Q2138341